# Bolsa Negra (Irupana)
Bolsa Negra ist eine Bergarbeitersiedlung im Departamento La Paz im südamerikanischen Andenstaat Bolivien.

## Lage im Nahraum
Bolsa Negra liegt in der Provinz Sud Yungas und ist der größte Ort im Cantón Lambate im Municipio Irupana. Die Ortschaft liegt auf einer Höhe von 4067 m am Ostrand des bolivianischen Altiplano, unweit der Nordflanke des Illimani, unterhalb des Mururata (5868 m) oberhalb des Río Tranca Khuchu, der nach Süden fließt und zwei Kilometer flussabwärts in den Río Khañuma mündet, der über den Río Susisa und den Río Jankho Uma zum Río Unduavi fließt. Die Siedlung ist Teil der "Mina Bolsa Negra", in der in bis zu 5000 m Höhe Gold und Wolfram gewonnen werden.

## Geographie
Bolsa Negra liegt am Rande des Gebirgsmassivs des Illimani, welches ein Teil der bolivianischen Cordillera Real ist. Das Klima der Region ist ein typisches Tageszeitenklima, bei dem die tägliche Schwankung der Temperaturen deutlicher ausfällt als die mittleren Temperaturunterschiede der Jahreszeiten.
Die mittlere Durchschnittstemperatur der Region liegt bei etwa 8 °C (siehe Klimadiagramm Palca) und schwankt nur unwesentlich zwischen 6 °C im Juni/Juli und 10 °C im November. Der Jahresniederschlag beträgt etwa 600 mm, bei einer ausgeprägten Trockenzeit von Mai bis August mit Monatsniederschlägen unter 15 mm und einem Niederschlagsmaximum im Januar mit 120 mm.

## Verkehrsnetz
Bolsa Negra liegt 56 Straßenkilometer südöstlich von La Paz, der Hauptstadt des Departamentos.
Von La Paz aus führt eine unbefestigte Landstraße durch den Cañon de Palca, der mit seinen bizarren rötlichbraunen Felsformationen dem Bryce Canyon in den USA ähnelt, und erreicht Palca nach 20 Kilometern. Knapp drei Kilometer nördlich von Palca überquert die Straße den Río Choquekota und führt dann in östlicher Richtung auf weiteren 30 Kilometern über Totora Pampa nach Tres Ríos, wobei sie Höhen von bis zu 4500 m erreicht. Von Tres Ríos aus führt eine Piste hinauf zu der Siedlung Bolsa Negra.

## Bevölkerung
Die Einwohnerzahl des Ortes ist in dem Jahrzehnt zwischen den beiden letzten Volkszählungen um fast die Hälfte angestiegen:
| Jahr | Einwohner         | Quelle       |
| ---- | ----------------- | ------------ |
| 1992 | keine Detaildaten | Volkszählung |
| 2001 | 484               | Volkszählung |
| 2012 | 699               | Volkszählung |
| 2024 |                   | Volkszählung |